# Asterix: A varázsital titka
Az Asterix: A varázsital titka (eredeti cím: Asterix: The Secret of the Magic Potion) 2018-ban bemutatott francia számítógépes animációs családi vígjáték-kalandfilm, amelyet Alexandre Astier és Louis Clichy rendezett. Astier forgatókönyve a René Goscinny és Albert Uderzo által megalkotott Asterix képregény karaktereken alapul. Ez az első Asterix-produkció, amelynek eredetijében nem Roger Carel adja Asterix hangját, mivel visszavonult. Asterix hangját Christian Clavier alakítja, aki korábban az Asterix és Obelix és az Asterix és Obelix: A Kleopátra-küldetés című filmekben játszotta a szerepet.
A filmet Franciaországban 2018. december 5-én, Magyarországon 2019. január 3-án, míg Ausztráliában 2019. május 30-án mutatták be a mozikban.

## Cselekmény
Miközben fagyöngyöt gyűjt a varázsitalához, a druida Panoramix leesik egy fáról és kificamítja a bokáját; a baleset után az idős druida megállapítja, hogy öregszik, és nem tudja tovább megtartani magának a varázsital titkát. A druida rájön, hogy szüksége van egy örökösre, ezért összegyűjti Asterixet, Obelixet és egy fiatal tanítványt, Melinát, és útnak indulnak Gallián keresztül, hogy találjanak egy fiatal druidát, aki méltó a titkos képlet elsajátítására. 
Eközben egy Rancorix nevű gonosz ex-druida (akit veszélyes és tiltott mágiája miatt száműztek a druidák rendjéből) mindent megtesz, hogy ellopja a bájital titkos receptjét, szövetkezik Caesarral és a rómaiakkal.
A rómaiak, kihasználva a két gall távollétét és Panoramix gyengélkedését, támadásba lendülnek a falu ellen. 
Közben az utódkeresés nem vezet a kívánt eredményre, mivel minden jelölt alkalmatlannak bizonyul. Asterix, aki kezdettől fogva túlzónak tartotta Panoramix aggodalmait, és megelégelte a szerinte hiábavaló keresést, úgy dönt, hogy hazatér, de a rómaiak elfogják. 
A Rancorix és a nevetséges Tomcrus szenátor által megrendezett ravasz csalás során egy ismeretlen, de tehetséges fiatal druida, Ementalix úgy dönt, hogy Rancorix útmutatásai alapján jelölteti magát, és sikerül lenyűgöznie Panoramixot a varázslatával, így őt választják tanítványának. Panoramix maga egy szent rituálé során végül úgy tűnik, hogy feltárja előtte a titkos képletet.
Időközben a falu bájitalkészlete kimerül, és a rómaiak megindítják végső támadásukat, és a földdel teszik egyenlővé a falut. Amikor az ifjú druidát rászedik, hogy a figyelmesen figyelő Rancorix és Melina előtt elkészítse a varázsitalt, a gonosz druida rájön, hogy hiányzik a titkos összetevő, amit Panoramix az arany sarlója nyelében tart, majd rájön, hogy a végén Panoramix gyanút fogott, és nem árulta el az utolsó összetevőt Ementalixnak. Miután véletlenszerű összetevők beillesztésével módosítja a főzetet, Rancorixnak sikerül egy olyan változatot létrehoznia, amely felerősíti a benne lévő tűz erejét, és átadja a falut a lángoknak, elárulva ezzel a rómaiakat is. 
Panoramix kétségbeesésében úgy dönt, hogy a titkos hozzávalót odaadja Melinának, aki megjegyezte a bájital receptjét; utóbbi a partra megy, míg a gallok megpróbálják eloltani a tüzet, és elkészíti a varázsitalt, amelynek köszönhetően a gallok gyorsabban tudnak dolgozni, és sikerül megfékezniük a tüzet. Közben Asterix újra csatlakozik Obelixhez, és együtt elérik Rancorixot, amikor az éppen meg akarja ölni Panoramixot. A gonosz druidát legyőzik, de aztán megiszik egy nagyító italt, és óriási lángoló titánná változik (a nagyító italt és a gonosz druida által módosított italt kombinálva). A gallok és a rómaiak úgy döntenek, hogy szövetségre lépnek, és szembeszállnak Rancorix-szal, aki hosszas küzdelem után orbitális pályára kerül, hogy aztán visszazuhanjon a Föld légkörébe, és a tengerbe essen. 
Minden egy hagyományos lakomával ér véget, és Panoramix rájön, hogy Melina egy napon kiváló tanítványa és szellemi örököse lesz.

## Szereplők
| Szereplő         | Francia hang           | Angol hang          | Magyar hang      |
| ---------------- | ---------------------- | ------------------- | ---------------- |
| Asterix          | Christian Clavier      | Ken Kramer          | Scherer Péter    |
| Obelix           | Guillaume Briat        | C. Ernst Harth      | Schneider Zoltán |
| Csodaturmix      | Bernard Alane          | John Innes          | Fazekas István   |
| Perzselix        | Daniel Mesguich        | Michael Shepherd    | Hirtling István  |
| Pectine          | Lévanah Solomon        | Fleur Delahunty     | Csuha Bori       |
| Teleferix        | Alex Lutz              | Michael Adamthwaite | Bercsényi Péter  |
| Centurio         | Alexandre Astier       | Jason Simpson       | N/A              |
| Fikusz           | Elie Semoun            | Sam Vincent         | Hamvas Dániel    |
| Atmosferix       | Gerard Hernandez       | Alec Willows        | Végh Péter       |
| Félautomatix     | Lionnel Astier         | Scott McNeil        | Sarádi Zsolt     |
| Tutihogyix       | François Morel         | Jason Simpson       | Hajdu István     |
| Moletti          | Florence Foresti       | Saffron Henderson   | Horváth Zsuzsa   |
| Tomcrus szenátor | Olivier Saladin        | Andrew Cownden      | Rába Roland      |
| Hangjanix        | Arnaud Lénárd          | Andrew Cownden      | Kerekes József   |
| Hasarengazfix    | Serge Papagalli        | Don Brown           | Faragó András    |
| Iélosubmarine    | Joélle Sevilla         | Saffron Henderson   | N/A              |
| Humerus          | Franck Pitiot          | Michael Adamthwaite | N/A              |
| Hajolajrix       | Alexandre Astier       | Jason Simpson       | N/A              |
| Gintonix         | Romain Segaud          | Jason Simpson       | N/A              |
| Sokadikix        | Laurent Morteau        | Ron Halder          | Csuha Lajos      |
| Julius Caesar    | Philippe Morier-Genoud | Mark Oliver         | Mertz Tibor      |
| Varázsolazfix    | François Raison        | Brian Drummond      | Harsányi Gábor   |
| Fantasmagorix    | Patrick Bonnel         | Howard Siegel       | Borbiczki Ferenc |
| Fotovoltahix     | Nicky Naudé            | Richard Newman      | N/A              |
| Aplusbegalix     | Patrick Pineau         | Brian Dobson        | N/A              |

## Bevétel
A filmet 2018. december 5-én mutatták be Franciaországban, a szerdai nyitónapon több mint 2 millió dolláros bevételt hozott, vasárnap estig pedig megközelítette a 7 millió dollárt.

## Televíziós megjelenések
- Film Now
- RTL Klub / RTL, FilmBox Premium, Paramount Network

## Fordítás
- Ez a szócikk részben vagy egészben  az   Asterix: The Secret of the Magic Potion című angol Wikipédia-szócikk fordításán alapul.  Az eredeti cikk szerkesztőit annak laptörténete sorolja fel. Ez a jelzés csupán a megfogalmazás eredetét és a szerzői jogokat jelzi, nem szolgál a cikkben szereplő információk forrásmegjelöléseként.
- Ez a szócikk részben vagy egészben  az   Asterix e il segreto della pozione magica című olasz Wikipédia-szócikk fordításán alapul.  Az eredeti cikk szerkesztőit annak laptörténete sorolja fel. Ez a jelzés csupán a megfogalmazás eredetét és a szerzői jogokat jelzi, nem szolgál a cikkben szereplő információk forrásmegjelöléseként.